# Freaky Flyers
Freaky Flyers (рус. Причудливые Лётчики) — видеоигра созданная Midway San Diego для Xbox и Point of View, Inc. для PS2 и GameCube. Игра является «самолётной» вариацией жанра гоночных игр и содержит элементы пародии культурные, национальные и другие штампы. Игра была выпущена в то время когда Midway испытывали глубокий кризис и была в основном положительно оценена критиками. Но это не спасло компанию, и в 2009 году она объявила о банкротстве.

## Разработка
Первоначально Freaky Flyers появились в мае, на E3 2001 в качестве одной из 15 демонстрируемых компанией игр. Впоследствии Midwey официально анонсировала игру 31 августа 2001 года.

## Геймплей
В целом геймплей игры практически не отличается от обычных игр жанра «Kart-racing», как например Crash Team Racing или Mario Kart Racing. Например пилоты имеют различия в базовых параметрах, таких как скорость или управление. Управление в игре, также стандартно для игр этого жанра. Подобно «Crash Team Racing» в игр есть разнообразное оружие, с помощью которого можно атаковать противника и обойти его. По мнению критика IGN всё это позволит фанатам жанра чувствовать себя в игре «как дома».
Уровни в игре обладают собственным характером и сами по себе довольно обширны. Помимо просто спрятанных пилотов, на каждой зоне есть определённые 6 заданий, которые требуется выполнить чтобы открыть секретных персонажей. Они включают в себя как и простые цели вроде сбить определённое количество деревьев, до специальных — вроде победить Джина или поймать Йети. Для открытия персонажа нужно выполнить все 6 заданий за раз, и именно в этом кроется основная сложность игры.

### Режимы игры
- Режим приключений — основной режим игры основанный на гонке по всему миру, основан на классическом гоночном геймплее.
- Гоночный режим — мультиплеерный режим для двух игроков, представляет вариацию первого режима со свободным выбором персонажей и трасс
- Собачьи Бои — Режим дуэлей, на ареноподобных зонах.

Также игра содержит особые этапы — мини-игры, попадающиеся через каждые два уровня. Впоследствии после их прохождения, их можно выбрать в любое время для игры одному или на двух игроков.

## Персонажи
В игре есть 15 разных персонажей, каждый из которых имеет свою историю и цель. Все они создавались с большой долей юмора и сатиры, так в игре есть арабский шейх на ковре-самолёте, сиамские близнецы мимы и японский мальчик создающие сверхсложные самолёты. Также уникально проработаны летательные средства каждого персонажа и ассоциированные с ними трассы, как например трасса Барона фон Слоттера, стилизованная под зловещий замок с тёмным лесом.
- Мик Bungadoo (рус. Мик Бунгеду) — повар из австралийской глубинки. Большинство своего времени он занимается поиском погибших животных, чтобы потом приготовить из них еду на костре. Он участвует в гонках чтобы построить свой ресторан где будет готовить еду таким же способом. Внешне Мик одет как стереотипный австралиец, а его самолёт стилизован под джип-внедорожник.
- Myrna Bookbottom (рус. Мирна Книжноедно) — кроткая, интеллигентная и любящая кошек библиотекарша из Англии. Увлёкшись чтением приключенческих романов она бросилась на поиски приключений. Ради этого, она вступает в гонку организованную Пилотом Икс. Мирна одета в типичную для сороковых годов двадцатого века авиаторскую форму.
- Margaret Basher — (рус. Маргарет Убийца) тёмное альтер эго Мирны. В отличие от её стандартной личности, Маргарет груба и более откровенна. Эта борьба двух личностей в одном человеке напоминает «Историю доктора Джекила и мистера Хайда». В частности Маргарет считает решением любой проблемы «Насилие и ещё большие насилие». Образ Маргарет выполнен в виде девушки-шпиона из фильмов о Джеймсе Бонде. Её цель — быть разделёнными с Маргарет, и стать свободным человеком.
- Pauli Atchi (рус. Паули Атчи) — «практически без пяти минут» босс преступного мира США. В то время когда он участвует в гонке, его мать занимается делами преступного синдиката.
- Johnny Turbine (рус. Джони Турбина) — голливудский актёр с идеальной улыбкой. Он вступил в гонку чтобы заработать известность в Голливуде и получить контракт в кинематографе. В конце концов это ему удаётся и он получает одну из главных ролей в фильме «The Atomic Twins Go To Mars to Save the Girl» (рус. Атомные Близнецы Идут На Марс Спасать Девушку) сильно схожую с Радиоактивным Человеком
- Traci Torpedoes (рус. Трейси Торпеды) — девушка, созданная в результате генетического эксперимента; её самолёт копирует триплан «Красного барона». Как лётчик имперских ВВС Германии она участвует в гонке чтобы отстоять честь немецких ВВС. Она очень красивая, из-за чего мужские персонажи постоянно пытаются с ней флиртовать. Её сёстры-близнецы работают в шоу-бизнесе и после победы Трейси открывают собственную авиакомпанию.
- Andre Latoilette (рус. Андре Латоулетт) — стереотипный франкоканадский лесоруб. В молодости он подчинил древесный народ и теперь использует их как обслугу. Впоследствии он обнаруживает что Джонни Турбина является его потерянным братом и в итоге он получает для них обоих главный роли в голливудском фильме «The Atomic Twins Go To Mars to Save the Girl».
- Cactus Rose (рус. Кактус Роза) — мексиканская бандитка которая крадёт деньги у богатых и отдаёт их бедным… членам своей банды. Из-за этого за её голову назначена награда Ради славы она вступает в гонку и в конце концов была помилована губернатором за победу в ней.
- Island Jack (рус. Островной Джек) — молодой растаман с тропического острова. Он стал участвовать в гонке, с целью спасти свой родной остров и в конце своей истории принимается в пограничные ВВС оберегающие его.
- Marcel Moreso Bros (рус. Братья Морсель Моресо) — французские сиамские близнецы — мимы. Они вступили в гонку чтобы найти свою давно потерянную мать. Впоследствии из-за череды постоянных неудач, они решают бросить эту идею и пройти операцию по разделению. Но уже на операционном столе, они обнаруживают что медсестра это их мать, которую они давно искали. К их сожалению, она отказывается их принимать, так как не переносит мимов.
- Sheik Abdul (рус. Шейх Абдул) — нефтяной миллиардер из Багдада на ковре-самолёте. Из-за финансовых проблем он вынужден участвовать в гонке. Но это его не спасает, и в конце его сокращают на куриную ферму вместе с его верблюдом Хампи.
- Prof. Gutentag and S.V.E.N. 209 (рус. Профессор Добрыйдень и С.В.Е.Н 209) — блестящий швейцарский учёный руководящей своей компанией «Gutentag Industries» выпускающей часы с кукушкой. Ради привлечения к себе наибольшего внимание в мире, он вступает в гонку. Параллельно в мини-играх, его действия становятся причиной двух эпизодов «Intestinal Track» (рус. Кишечный трек) и «Torpedo Run» (рус. Торпедный рейс), в последнем из которых он и открывается при выполнении всех условий. Если игрок будет проходить сюжетный режим им, то это всё равно не спасёт его от этих миссий, из-за ошибок S.V.E.N-на.
- Baron Von Slaughter (рус. Барон фон Резня) — грубо сшитый из частей трупа Ала Франкенштейна, созданный в деревне на западе Румынии. Он создан очень неказисто и плохо, в итоге у него периодически отваливаются разные части тела. Он стал участником гонки, чтобы сделать свою деревню всемирно известной и возродить её былую туристическую индустрию.
- Sammy Wasabi (рус. Сэмми Васаби) — гениальный разработчик супероружия и самолётов из Японии. Он создаёт настолько гениальные и сложные в техническом плане самолёты, что он сам еле-еле в состоянии им управлять. При всех его технических талантах, он очень молод и достигает практически детсадовского возраста. На протяжении всего сюжета, он подстраивает козни другим участникам, и в конце концов получает от них по заслугам. Он летает на Зеро раскрашенным под японский флаг.
- Pilot X (рус. Пилот Икс) — инопланетянин из далёкого космоса, последний босс игры. Его образ тёмный и зловещий, его голос звучит как громкоговоритель. В конце игроку требуется победить его около Сатурна и после этого он будет доступен для игры, используя в качестве самолёта чёрный НЛО.

## Звук
Саундтрек игры также разнообразен как и персонажи. Они были написаны с целью передать характер каждой трассы или эпизода, в связи с чем в игре много исторической и «тематической» музыки. В то же время диалоги в игре часто напоминают «Leisure Suit Larry» и были положительно оценены критиками. В целом это превращает игру в мультфильм, со своим собственным миром.

## Рецензии
| Сводный рейтинг    | Сводный рейтинг | Сводный рейтинг | Сводный рейтинг |
| Издание            | Оценка          | Оценка          | Оценка          |
| Издание            | GC              | PS2             | Xbox            |
| ------------------ | --------------- | --------------- | --------------- |
| GameRankings       | 70,23 %         | 67,62 %         | 68,30 %         |
| Иноязычные издания |                 |                 |                 |
| Издание            | Оценка          | Оценка          | Оценка          |
| Издание            | GC              | PS2             | Xbox            |
| CVG                | 7/10            | N/A             | N/A             |
| GameRevolution     | С               | N/A             | N/A             |
| GameSpy            | 76/100          | N/A             | N/A             |
| IGN                | 7,0/10          | N/A             | N/A             |
| Nintendo Power     | 3,8/5           | N/A             | N/A             |

IGN положительно оценили Freaky Flyers, при этом отметив что Midway Games несмотря на коммерческие неудачи, «посредственные» игры и редкие успехи в последнем времени, всё ещё способны создавать хорошие и весёлые игры. Особенно они оценили игровой юмор и способность игры держать игрока до конца игры. В своём комментарии к рецензии IGN высказали мысль что Freaky Flyers — «удивительно интересная игра. Она смешная, и в то же время более умная чем мы думали. Вполне вероятно, что хардкордные игроки получат от этой игры большие удовольствие чем обычный игрок, но она способна привлечь кого угодно».
Gamespot более прохладно встретили игру. Автор рецензии Джефф Герстаманн (англ. Jeff Gerstmann) назвал игру «доведением концепции карт-гонок до логического конца». По его мнению в игре есть интересные моменты, но сам гоночный элемент «просто не интересен». Также он отметил разнообразие игровых персонажей и их пародийность, но заметил что проработки их личности недостаточно чтобы долго держать к ним интерес. Хотя IGN высказывали мнение о интересности игры для хардкордных игроков, критик Gamespot называет простоту игры её главной проблемой и вызывающей больше всего критики. Геймплей игры из-за этого он назвал «необычайно вялым» и «слабым» в возможности допустимых действий. В целом Gamespot характеризует игру как довольно стандартную и советует её сугубо поклонникам жанра.